# Система масового обслуговування
 Система масового обслуговування  (СМО) — система, яка виконує обслуговування вимог, що надходять до неї. Обслуговування вимог у СМО проводиться обслуговуючими приладами. Класична СМО містить від одного до нескінченного числа приладів. В залежності від наявності можливості очікування вступниками вимогами початку обслуговування СМО поділяються на
1. системи з втратами, в яких вимоги, що не знайшли в момент надходження жодного вільного приладу, втрачаються;
2. системи з очікуванням, в яких є накопичувач нескінченної ємності для буферизації надійшли вимог, при цьому очікують вимоги утворюють чергу;
3. системи з накопичувачем кінцевої ємності (чеканням і обмеженнями), в яких довжина черги не може перевищувати ємності накопичувача; при цьому вимога, що надходить в переповнену СМО (відсутні вільні місця для очікування), втрачається.

Вибір вимоги з черги на обслуговування здійснюється за допомогою так званої дисципліни обслуговування. Їх прикладами є FCFS / FIFO (що прийшов першим обслуговується першим), LCFS / LIFO (що прийшов останнім обслуговується першим), RANDOM (випадковий вибір). У системах з очікуванням накопичувач в загальному випадку може мати складну структуру.

## Основні поняття СМО
Вимога  (заявка) — запит на обслуговування.
Вхідний потік вимог — сукупність вимог, що надходять у СМО.
Час обслуговування — проміжок часу, протягом якого обслуговується вимогу.
Математична модель СМО — це сукупність математичних виразів, що описують вхідний потік вимог, процес обслуговування та їх взаємозв'язок.